# Jacky Vimond
Jacky Vimond   (Saint-Lô, 18 de juliol de 1961) és un ex-pilot de motocròs francès, Campió del Món de 250cc el 1986.
Després d'haver estat subcampió del món els anys 1984 i 1985 rere Heinz Kinigadner, Vimond finalment aconseguí el títol amb Yamaha el 1986, esdevenint el primer francès Campió del Món de motocròs. Malauradament, resultà seriosament lesionat durant les celebracions que s'organitzaren en honor seu per a celebrar el títol mundial. Mentre era alçat amb cables a l'escenari tot assegut a la seva motocicleta, quelcom anà malament i va caure des d'una alçada aproximada de nou metres, lesionant-se l'esquena. Aquesta lesió posà fi a la seva carrera.
Després de la seva retirada, Vimond esdevingué entrenador de motocròs, ajudant joves pilots com ara Sébastien Tortelli, Stephane Roncada i David Vuillemin. El 2016 va ser nomenat FIM Legend.

## Palmarès
| Any  | Motocicleta | Campionat del Món | Campionat del Món | Campionat del Món | C. França |
| Any  | Motocicleta | 500cc             | 250cc             | 125cc             | C. França |
| ---- | ----------- | ----------------- | ----------------- | ----------------- | --------- |
| 1978 | Suzuki      | -                 | -                 | -                 | 1r júnior |
| 1979 | Yamaha      | -                 | -                 | -                 | 1r 125cc  |
| 1980 | Yamaha      | -                 | -                 | -                 | 1r 125cc  |
| 1981 | Yamaha      | -                 | -                 | 9è                | 1r 125cc  |
| 1982 | Yamaha      | -                 | -                 | 6è                | 1r 250cc  |
| 1983 | Yamaha      | -                 | -                 | 7è                |           |
| 1984 | Yamaha      | -                 | 2n                | -                 |           |
| 1985 | Yamaha      | -                 | 2n                | -                 | 1r 250cc  |
| 1986 | Yamaha      | -                 | 1r                | -                 | 1r 250cc  |
| 1987 | Yamaha      | 33è               | -                 | -                 |           |
| 1988 | Yamaha      | 5è                | -                 | -                 | 1r 500cc  |
| 1989 | Honda       | -                 | -                 | -                 | 1r 500cc  |

1. 1 2  Els anys 1988 i 1989, Vimond guanyà també el títol estatal Open